# Oxyethira rachanee
Oxyethira rachanee is een schietmot uit de familie Hydroptilidae. De soort komt voor in het Oriëntaals gebied.